# Viêm sụn sườn
Viêm sụn sườn, còn được gọi là đau thành ngực  là một loại viêm cấp tính  và thường là viêm sụn tạm thời, cấu trúc kết nối mỗi xương sườn với xương ức ở khớp xương chậu. Tình trạng này là một nguyên nhân phổ biến của đau ngực. Mặc dù viêm khớp chi phí thường tự khỏi, nhưng nó có thể là một tình trạng tái phát có ít hoặc không có dấu hiệu khởi phát.
Các triệu chứng viêm sụn sườn có thể tương tự như đau ngực liên quan đến đau tim. Đau ngực được coi là một cấp cứu y tế cho đến khi bệnh tim đe dọa tính mạng (như hội chứng mạch vành cấp tính) có thể được loại trừ.  Các trường hợp nghiêm trọng của viêm sụn sườn cũng liên quan đến sưng đau đôi khi được gọi là hội chứng Tietze, một thuật ngữ đôi khi được sử dụng thay thế cho viêm khớp. Tuy nhiên, một số bác sĩ coi viêm sụn sườn và hội chứng Tietze là các tình trạng bệnh riêng biệt do không có sưng sụn chi phí trong viêm sụn sườn.
Các lựa chọn điều trị cho viêm sụn sườn bị hạn chế và thường bao gồm sự kết hợp của nghỉ ngơi, thuốc giảm đau và thuốc chống viêm. Các trường hợp khó chịu kéo dài có thể được xử trí bằng tiêm cortisone   hoặc phẫu thuật có thể được chỉ định nếu tình trạng nghiêm trọng. Các cá nhân bị viêm sụn sườn thường được hướng dẫn để tránh các hoạt động thể chất vất vả để ngăn chặn việc viêm nhiễm.

## Dấu hiệu và triệu chứng
Đau hoặc đau khi sờ nắn thường xảy ra ở hai bên xương ức, ảnh hưởng đến nhiều xương sườn và thường trở nên tồi tệ hơn khi ho, thở sâu hoặc hoạt động thể chất. Khi kiểm tra thể chất, bác sĩ kiểm tra và cảm thấy bệnh nhân bị sưng hoặc đau, và thường có thể tạo ra cơn đau do viêm sụn sườn bằng cách di chuyển lồng ngực hoặc cánh tay của bệnh nhân.
Một yếu tố có thể giúp phân biệt viêm sụn sườn với hội chứng Tietze là vị trí của cơn đau ở xương ức. Viêm sụn sườn thường ảnh hưởng đến sụn sườn thứ ba, thứ tư và thứ năm trái ngược với hội chứng Tietze, thường ảnh hưởng đến khớp chi thứ hai hoặc thứ ba. Đau do viêm sụn sườn thường hết trong vòng một năm.